# Miesenbach bei Birkfeld
Miesenbach bei Birkfeld è un comune austriaco di 710 abitanti nel distretto di Weiz, in Stiria.